# Agapanthia salviae
Agapanthia salviae är en skalbaggsart som beskrevs av Holzschuh 1975. Agapanthia salviae ingår i släktet Agapanthia och familjen långhorningar.
Artens utbredningsområde är Iran. Inga underarter finns listade i Catalogue of Life.